# Alfred Gerasch
Alfred Gerasch (né le 17 août 1877 à Berlin et mort le 12 août 1955  était un acteur allemand.

## Filmographie partielle
- 1919 : Adrian Vanderstraaten de Robert Land
- 1927 : Une Dubarry moderne (Eine Dubarry von heute) d'Alexander Korda
- 1928 : Odette de Luitz-Morat
- 1929 : Sainte-Hélène (Napoleon auf St. Helena) de Lupu Pick
- 1931 : 1914, fleurs meurtries (1914, die letzten Tage vor dem Weltbrand), de Richard Oswald
- 1935 : Hundert Tage de Franz Wenzler

## Sources de la traduction
- (de) Cet article est partiellement ou en totalité issu de l’article de Wikipédia en allemand intitulé « Alfred Gerasch » (voir la liste des auteurs).